# Tina Cohen-Chang
Tina Cohen-Chang es un personaje de ficción de la serie de comedia estadounidense Glee. El personaje es interpretado por la actriz Jenna Ushkowitz, y ha aparecido en Glee desde su episodio piloto, emitido el 19 de mayo de 2009 en Estados Unidos. Tina fue desarrollado por los creadores de Glee Ryan Murphy, Brad Falchuk e Ian Brennan. Al principio, ella es una chica tímida e insegura con un tartamudeo falso, y miembro del Glee Club, llamado New Directions, de la secundaria William McKinley en Lima, Ohio, donde la serie es filmada.

## Argumento
Tina audicionó para el coro con la canción "I Kissed a Girl" de Katy Perry. A lo largo del episodio se deja en claro que ella habla con un tartamudeo. Su primera actuación como solista como parte del club es "Tonight" de West Side Story. Rachel Berry (Lea Michele), miembro del club, había querido el solo para ella y abandona New Directions en señal de protesta. Tina se siente mal por haber hecho que Rachel renuncie, pero el Sr. Schuester continúa apoyándola. [2] Tina tiene una cita con Artie Abrams (Kevin McHale), y le confiesa que ha estado fingiendo su impedimento del habla desde el sexto grado. Ella explica que, como una niña tímidamente dolorosa, había querido alejar a los demás. Sin embargo, también dice que desde que se unió al club Glee, ya no quiere hacer eso. A Artie, parapléjica, le duele que le haya mentido, ya que él había pensado que tenían una conexión. Después de unos meses, Artie perdona a Tina pero hace comentarios sexistas sobre su apariencia, sugiriendo que debería comenzar a usar ropa más reveladora si quiere estar con él. Tina le grita, provocando que Artie se disculpe y los dos se reúnan. En el episodio "Dream On", Tina intenta ayudar a Artie a lograr su sueño, que es bailar; pero demuestra ser un esfuerzo poco práctico. Durante una locura de vampiros en McKinley en el episodio de "Theatricality", el director Figgins prohibió el vestuario gótico de Tina. Después de vestirse como Lady Gaga, aprende a ser teatral y asusta a Figgins para que le permita usar su ropa normal al vestirse de vampiro, lo que Figgins parece creer que es real.
El estreno de la segunda temporada, "Audition", revela que durante el verano, Tina comenzó a salir con Mike Chang (Harry Shum, Jr.). Mike se había acercado en el "Campamento Asiático".  Ella y Mike tuvieron la relación continua más duradera en el programa, y ella revela en el tercer episodio de la temporada "The First Time" que ella y Mike habían dormido juntos durante el verano, lo describe como mágico. Tina ayuda a Mike con su canto; con su tutela, él es capaz de obtener el papel de Riff en la historia de West Side de McKinley. Después de que Rachel es suspendida de la escuela a tiempo para las Seccionales, Tina lidera "ABC" junto a Mike en la segunda posición; Nuevas direcciones gana. En "Props", cuando New Directions comienza a planear una lista de canciones para la inminente competencia de Nationals, Tina se frustra porque Rachel vuelve a cantar la canción principal mientras se queda atrapada en el fondo. Tina se marcha. Cuando Rachel trata de sobornarla para que retire sus objeciones, le dice a Rachel que quiere experimentar una ovación propia. Más tarde, Tina cae en una fuente y le golpea la cabeza, lo que la hace experimentar una visión en la que todos los miembros del club Glee han cambiado de rol, sobre todo, se ve a sí misma como Rachel y Rachel como ella. "Rachel" interpreta "A causa de que me amaste", y el club le da una ovación de pie. Ella agradece a "Tina" por su apoyo, y "Tina" a su vez le da consejos a "Rachel" sobre cómo salvar su fallida audición de NYADA. Después de que Tina vuelve a la realidad, transmite ese consejo a Rachel. 
En el estreno de la cuarta temporada, "The New Rachel", Tina desarrolla una nueva personalidad descarada mientras se revela que ella rompe con Mike antes del final del verano después de que se gradúa, y se va a la escuela en Chicago. Ella quiere convertirse en la cantante principal de New Directions, como Rachel le había prometido, y compite con Brittany Pierce (Heather Morris), Blaine (Darren Criss) y Unique (Alex Newell), pero Blaine es elegida en su lugar. Más tarde, se niega a probar el musical de la escuela, Grease, cuando Mike regresa para ayudar a emitir y hacer una coreografía, no queriendo pasar tiempo con él, pero finalmente acepta el papel de enero. Tina desarrolla un encaprichamiento con su miembro gay de New Directions, Blaine. Sin darse cuenta de sus afectos, Tina lucha con su amor no correspondido, pero después de un tiempo, Tina se enamora de Blaine y se une a él para comprar un anillo de compromiso para Kurt. Tina y Blaine siguen siendo las mejores amigas. En la temporada 5, Tina da la noticia de que Artie y Kitty están saliendo en secreto porque Kitty no quiere salir con él, por lo que finalmente son pareja. Blaine se da cuenta de que la razón por la que lo hizo fue porque se siente solo, por lo que los niños se alegran de ella. el episodio, "Tina en el cielo con diamantes", Tina gana la reina del baile de graduación, pero se ve destrozada emocionalmente cuando una nueva animadora, Bree (Erinn Westbrook), vierte sus trufas encima de ella, similar a la película de Carrie. Kitty le prestó su vestido y Tina regresa a la escena en la gloria con el aliento del club Glee. Luego pasó sus últimos días en la escuela secundaria haciendo actividades con los compañeros de último año del club Glee Blaine, Artie y Sam Evans (Chord Overstreet). Se graduó con ellos a mediados de la temporada 5 y es aceptada en la Brown University. Más tarde, ella visita Nueva York para asistir a la noche de inauguración de Rachel en Broadway.
En la temporada final, Tina y los otros exalumnos del club glee regresan para ayudar a Rachel a reclutar nuevos miembros para el club glee recién reiniciado. Ella y Quinn Fabray (Dianna Agron) ayudan a Becky a convencer a su nuevo novio de que está en todos los clubes de la escuela. Ella, Quinn, Sue y el entrenador Roz se llevan una gran sorpresa cuando descubren que el novio de Becky, Darrell, no tiene síndrome de Down como Becky. Todos reciben una gran lección cuando se enfrentan a él y se dan cuenta de que una persona con síndrome de Down debe ser tratada como todos los demás. En "Una boda", Tina trata de proponerle matrimonio a Mike, y es rechazada. Se revela que Tina se une al club Glee porque ella y Artie jugaban a la verdad o se atrevían con sus amigos góticos en el episodio paralelo del Piloto "2009". En el final de la serie, protagonizó la película de Artie que entró en el Festival de Cine de Slamdance y ahora oficialmente es una pareja con Artie. Ella asiste a la rededicación del auditorio de McKinley Hudson. Ella realiza una última vez con casi todos los miembros de New Directions de todas las temporadas y hace una reverencia con el resto del elenco de Glee.

## Desarrollo
En el casting de Glee, el creador de la serie Ryan Murphy buscó actores que pudieran identificarse con la prisa de protagonizar papeles teatrales. En lugar de utilizar las llamadas tradicionales, pasó tres meses en Broadway, donde encontró a Ushkowitz, quien anteriormente había protagonizado el renacimiento de El Rey y Yo en Broadway. El colaborador de casting de Glee en Nueva York previamente había visto a Ushkowitz en Spring Awakening. Inicialmente, a Ushkowitz se le dio poca información sobre la historia de Tina, y creía que su tartamudeo era real. Sin embargo, se mostró complacida cuando se reveló la verdad y explicó: "Hubiera sido divertido mantenerla porque eso solo le da un capricho más, pero esto abre un nuevo conjunto de puertas para Tina". Ushkowitz tiene creó su propia historia para Tina, y cree que se está rebelando contra su madre en lugar de ser genuinamente un gótico, explicando: "No creo que su habitación esté llena de carteles oscuros y material de heavy metal; simplemente creo que esto es un fase en la que está pasando. Definitivamente hay muchas opciones para que todos los personajes evolucionen y cambien el próximo año. Estoy alentando totalmente a que Tina se una a The Cheerios".
Inicialmente, a Ushkowitz se le dio poca información sobre la historia de Tina, y creía que su tartamudeo era real. Sin embargo, se mostró complacida cuando se reveló la verdad y explicó: "Hubiera sido divertido mantenerla porque eso solo le da un capricho más, pero esto abre un nuevo conjunto de puertas para Tina". Ushkowitz tiene creó su propia historia para Tina, y cree que se está rebelando contra su madre en lugar de ser genuinamente un gótico, explicando: "No creo que su habitación esté llena de carteles oscuros y material de heavy metal; simplemente creo que esto es un fase en la que está pasando. Definitivamente hay muchas opciones para que todos los personajes evolucionen y cambien el próximo año. Estoy alentando totalmente a que Tina se una a The Cheerios o algo así".
Ushkowitz está cerca de su coprotagonista Kevin McHale, y los dos apoyan la relación entre sus personajes, los fanes de la serie se refieren a la pareja por  "Artina", por Artie y Tina. McHale describió la relación de Artie y Tina como similar a la de Cory (Ben Savage) y Topanga (Danielle Fishel) en la comedia de ABC, el drama Boy Meets World, y cree que siempre estarán juntos. Los dos personajes se separaron entre las temporadas uno y dos, y no se reconciliaron durante la temporada tres.
Aunque algunos de los miembros del elenco de estudiantes eran adultos mayores en la tercera temporada y se graduaron cuando terminó, en la Comic-Con de San Diego de 2011 se dijo que Tina será una junior y, por lo tanto, no se graduará con ellos. Antes del debut de la tercera temporada en septiembre de 2011, Murphy dijo que el papel de Tina aumentaría en esa temporada.